# Мавзолей
Мавзолеят е свободностояща сграда, конструирана като монументален надгробен паметник, в който е разположена погребална камера с тленните останки на известна личност или личности. Гробница, в която няма тленни останки, се нарича кенотаф („празен гроб“).

## Първият мавзолей
Думата „мавзолей“ произлиза от името на карийския цар Мавзол, управлявал между 376 г. пр.н.е. и 353 г. пр.н.е. След смъртта му неговата сестра и вдовица Артемизия му издигнала пищна гробница в столичния град Халикарнас (днес Бодрум в малоазиатска Турция). Този първи мавзолей, завършен около 350 г. пр.н.е., бил един от седемте чудеса на древния свят. Той бил във формата на 24-степенна пирамида с височина 45 м и почти квадратна основа, а обиколката му била около 125 м. Подпирали я 36 колони, а на върха имало статуя на колесница, теглена от 4 коня. В продължение на 16 века мавзолеят бил в добро състояние, докато не рухнал при силно земетресение през 1304 г. До средата на 16 век почти всички каменни блокове от сградата били взети за строителството на крепости и жилища.

## Съвременни мавзолеи
В по-ново време мавзолеи се строят предимно за починали държавни лидери. Известни примери за това са мавзолеите на някои бивши комунистически лидери, например Мавзолеят на Ленин от 1924 г. Като нововъведение телата им са балсамирани и специално поддържани, за да създават илюзията, че вождът е „вечно жив“.
В България, в центъра на София, през 1949 г. е построен Мавзолеят на Георги Димитров. През 1990 г. тялото на Георги Димитров е извадено от мавзолея и кремирано, а останките му са погребани в Централните софийски гробища. Самият мавзолей е разрушен на 21 август 1999 г.
Подобни открити за поклонение гробници има в:
- Пекин – на Мао Дзедун,
- Ханой – на Хо Ши Мин,
- Пхенян – на Ким Ир Сен и Ким Чен Ир,
- Анкара – на Мустафа Кемал Ататюрк, наречен Анъткабир,
- край Мадрид – на генералисимус Франциско Франко, наречен Долина на падналите, както и редица други.

Мавзолеи се строят не само за бивши държавни лидери. Много хора са самофинансирали изграждането на мавзолеи за себе си и семействата си. Известен пример е Станфордският мавзолей.